# Малхун Хатун
Малхун Хатун (звана и Мал Хатун; † новембар 1323) била је прва жена Османа I, вође Османских Турака и оснивача династије  која је успоставила и владала Османским царством.

## Биографија
Многи историчари наводе да је она била ћерка анадолско-турског бега Омер-бега, иако се много пута раније спекулисало да је она ћерка шеика Едебалија. Други извори говоре да је била ћерка Омера Абдулазиз-бега, селџучког везира из Анадолије.
Задужбина из 1324. године за манастир Дервиш, који је изградио султан Орхан, сугерише да његова мајка није, како говори популарна историјска традиција, Едебалијева ћерка, већ Мал Хатун, ћерка једног „Умар-бега или Омер-бега“. Титула „бега“, који су користиле кнежевске династије Анадолије, сугерише да је отац Мал Хатун био особа одређеног статуса и ауторитета. Једна од могућности је да је он био истоимени владар кнежевине „Амури“ (Умери), која се налазила североисточно од османске државе у настајању и која је нестала крајем 13. или почетком 14. века. Амуре описује византијски историчар Георгије Пахимер, који тврди да се Умаров син борио са Османом у једној од његових првих рација против локалних византијских господара. Османлије су, према Пахимеру, преузимале улогу коју су играли Амури све до њиховог нестанка, као главног агресора на Византинце у северозападној Анадолији. Ако је Пахимеров извештај тачан, време и политички контекст су погодни за брак између Османа и ћерке Умара Бега.
Мал Хатун има централну улогу у легендарном Османовом сну, приказујући Османову велику љубав према њој и дугу борбу пре него што је успео да је стекне за руку. Међутим, сматра се да је Пахимеров извештај написан вековима касније, створен под утицајем перцепције каснијих генерација о њој, а не историјску стварност. Умрла је 1323. године.

## У популарној култури
Илдриз Чагри Атиксој глуми Малхун Хатун у турској ТВ серији Kuruluş: Osman.